# KJ Apa
Keneti James Fitzgerald Apa (Auckland, 17 de junho de 1997), mais conhecido como KJ Apa, é um ator neozelandês. É conhecido por interpretar Kane Jenkins na telenovela Shortland Street, da Nova Zelândia. Em 2016, foi escolhido para protagonizar Archie Andrews na série de televisão Riverdale após uma busca de talento mundial de quatro meses. Apa atuou nos filmes A Dog's Purpose (2017), The Hate U Give (2018), The Last Summer (2019) e I Still Believe (2020).

## Primeiros anos
Nascido em Auckland, na Nova Zelândia, é filho de Tessa Apa (nascida Callander) e Keneti Apa. Seu pai é samoano e é um Matai (chefe) em sua vila em Samoa. Ele tem duas irmãs mais velhas e é sobrinho do ex-jogador e treinador de rugby Michael Jones.
Apa frequentou o ensino médio na escola King's College, em Auckland, antes de embarcar na carreira de ator.

## Carreira

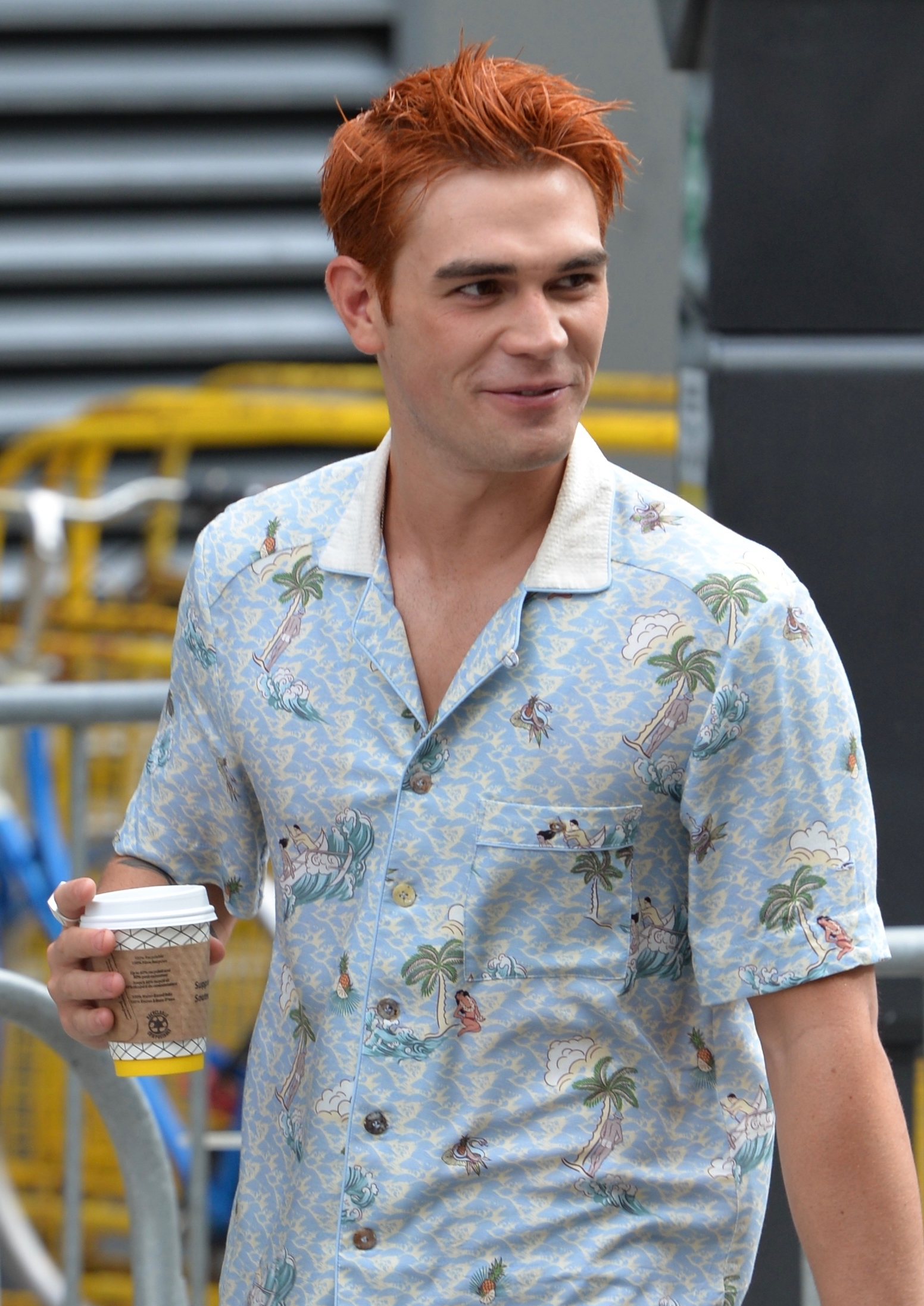
Apa no Festival Internacional de Cinema de Toronto 2018.

De 2013 a 2015, Apa estrelou como Kane Jenkins na telenovela no horário nobre da Nova Zelândia Shortland Street. Em 2016, Apa foi escalado como Archie Andrews na série dramática da The CW Riverdale, após uma pesquisa de talentos em quatro meses no mundo inteiro.
Em 2017, ele estrelou como Ethan Montgomery, adolescente no filme de drama e comédia A Dog's Purpose, lançado no mesmo dia em que Riverdale estreou na televisão. O próximo papel de Apa foi substituir Kian Lawley no filme de drama de 2018 The Hate U Give. Apa estrelou como Griffin no filme da Netflix The Last Summer, lançado em 3 de maio de 2019. Ele também estrelou como cantor o Jeremy Camp no drama biográfico romântico I Still Believe, lançado em março de 2020.
Em julho de 2020, foi anunciado que Apa entrou para o elenco do filme Songbird, produzido pela Platinum Dunes.

## Vida pessoal
Apa foi criado em uma família cristã e ele mesmo afirmou que é cristão, expressando nas redes sociais que "eu preciso de Deus [todos os dias]".
Apa esteve envolvido em um pequeno acidente de carro em Vancouver em setembro de 2017, mas não foi ferido quando o lado do passageiro de seu carro atingiu um poste de luz. O evento foi o resultado de Apa adormecer ao volante após um longa filmagem na noite anterior.
Desde dezembro de 2019, Apa mantém um relacionamento com a modelo francesa Clara Berry. Em setembro foi anunciado publicamente no instagram da modelo, namorada de Apa, que o filho do ator, Sasha Vai Keneti Apa tinha nascido em 23 de setembro, em Los Angeles, Califórnia.

## Filmografia

### Filmes
| Ano  | Título          | Personagem    | Notas         |
| ---- | --------------- | ------------- | ------------- |
| 2017 | A Dog's Purpose | Ethan (jovem) | Cinema        |
| 2018 | The Hate U Give | Chris         | Cinema        |
| 2019 | The Last Summer | Griffin       | Filme Netflix |
| 2020 | Dead Reckoning  | Niko          |               |
| 2020 | I Still Believe | Jeremy Camp   | Cinema        |
| 2020 | Songbird        | Nico          |               |

### Televisão
| Ano       | Título           | Personagem                      | Notas                            |
| --------- | ---------------- | ------------------------------- | -------------------------------- |
| 2013–2015 | Shortland Street | Kane Jenkins                    | Regular                          |
| 2016      | The Cul De Sac   | Jack                            | Elenco principal; 6 episódios    |
| 2017–2023 | Riverdale        | Archie Andrews                  | Papel principal                  |
| 2017–2023 | Riverdale        | Frederick Arthur Andrews (Fred) | Episódio “O Clube da Meia-noite” |

## Premiações & indicações
| Ano  | Prêmio                 | Categoria                                                  | Trabalho  | Resultado | Ref.   |
| ---- | ---------------------- | ---------------------------------------------------------- | --------- | --------- | ------ |
| 2017 | Saturn Awards          | Melhor Performance por um Jovem Ator em Série de Televisão | Riverdale | Indicado  | [ 18 ] |
| 2017 | Saturn Awards          | Revelação                                                  | Riverdale | Venceu    | [ 19 ] |
| 2017 | Teen Choice Awards     | Revelação da TV                                            | Riverdale | Indicado  | [ 20 ] |
| 2018 | MTV Movie & TV Awards  | Melhor Beijo (com Camila Mendes)                           | Riverdale | Indicado  | [ 21 ] |
| 2018 | People's Choice Awards | Estrela de TV de 2018                                      | Riverdale | Indicado  | [ 22 ] |
| 2018 | Saturn Awards          | Melhor Performance por um Jovem Ator em Série de Televisão | Riverdale | Indicado  | [ 23 ] |
| 2019 | People's Choice Awards | Estrela Masculina de TV de 2019                            | Riverdale | Indicado  | [ 24 ] |
| 2019 | Saturn Awards          | Melhor Performance por um Jovem Ator em Série de Televisão | Riverdale | Indicado  | [ 25 ] |
| 2019 | Teen Choice Awards     | Ator de Drama em TV                                        | Riverdale | Indicado  | [ 26 ] |